# Arnshöfen
Arnshöfen település Németországban, Rajna-vidék-Pfalz tartományban. Lakosainak száma 175 fő (2023. december 31.).

## Népesség
A település népességének változása:
| Lakosok száma | 131  | 140  | 148  | 169  | 173  | 175  |
|               | 1975 | 2017 | 2019 | 2021 | 2022 | 2023 |